# Asteriscus
 Asteriscus   Moench, 1794 è un genere di piante angiosperme dicotiledoni della famiglia delle Asteraceae, sottofamiglia Asteroideae, tribù Inuleae e sottotribù Inulinae.

## Etimologia
Il nome del genere deriva dalla parola greca "asteriskoj" formata da due parole: "aster" (= stella) con il diminutivo "piccola" (= piccola stella).
Il nome scientifico del genere è stato definito dal botanico Conrad Moench (1744-1805) nella pubblicazione " Methodus Plantas Horti Botanici et Agri Marburgensis" (Methodus (Moench) 592) del 1794.

## Descrizione

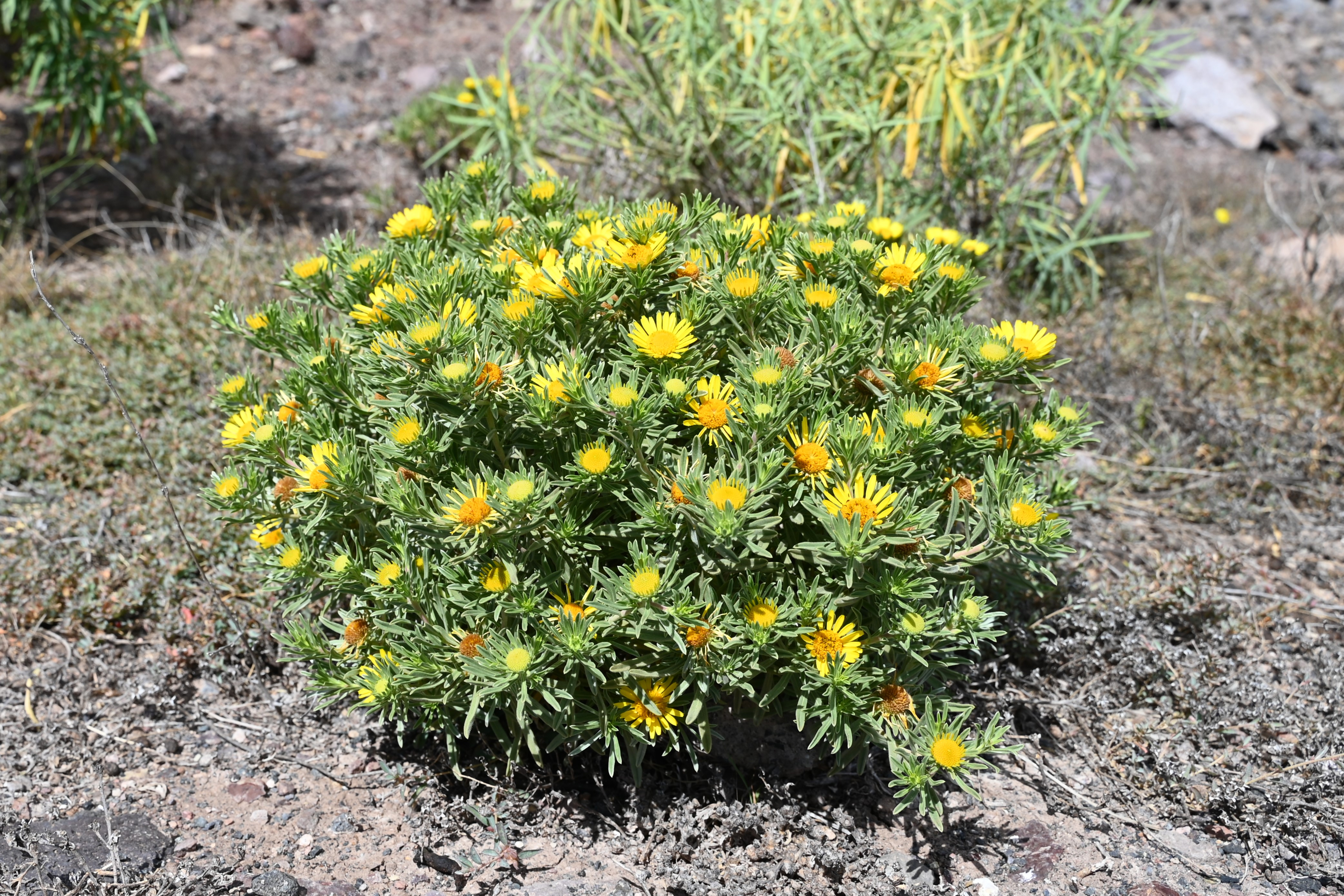
Il portamento
Asteriscus graveolens

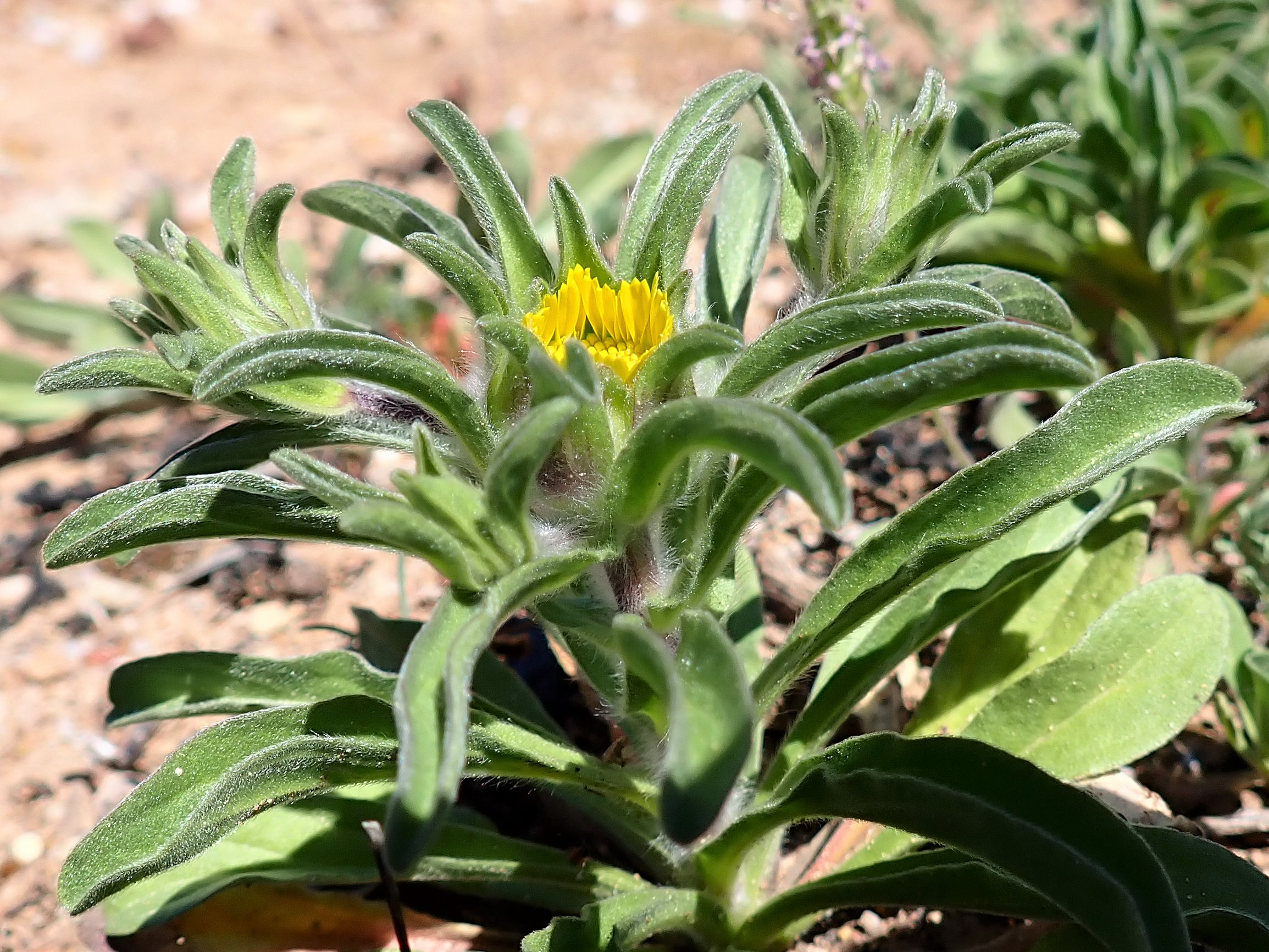
Le foglie
Asteriscus aquaticus

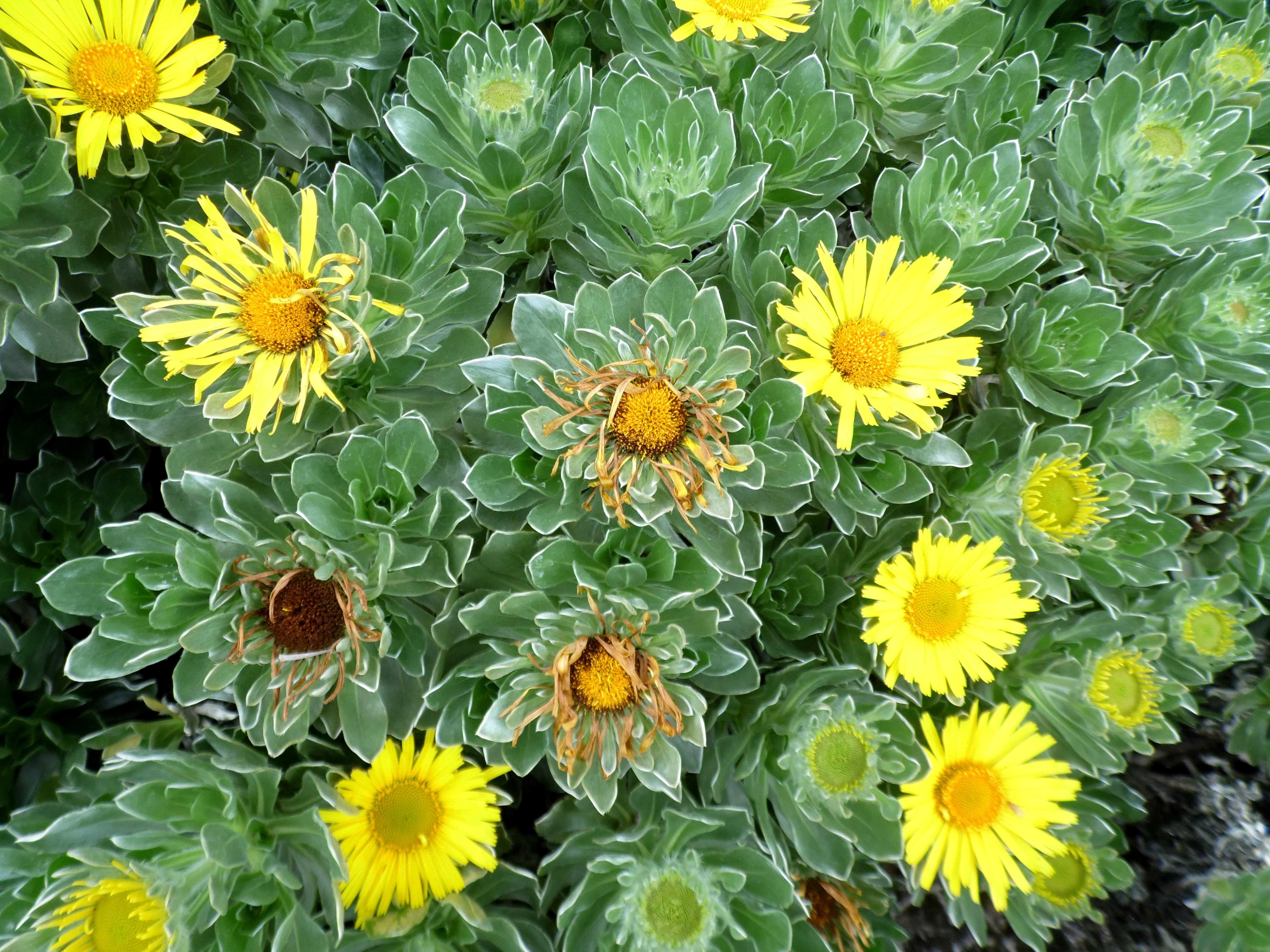
Infiorescenza
Asteriscus sericeus

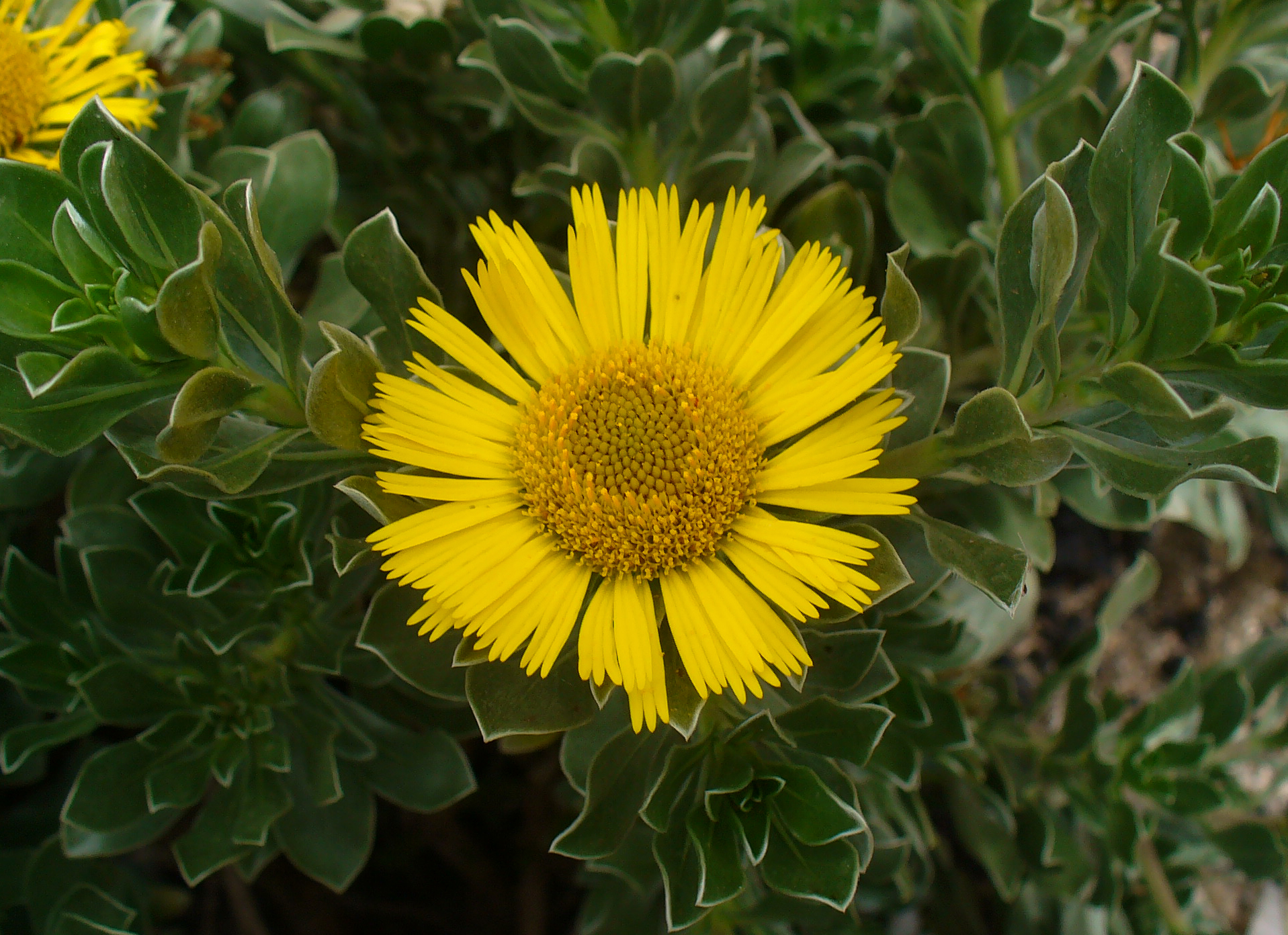
I fiori
Asteriscus intermedius

Portamento. Le specie di questo genere sono sub-arbusti, ed erbe perenni o annue.
Fusto. La parte sotterranea del fusto consiste prevalentemente in rizomi. Generalmente il floema è privo di strati fibrosi; inoltre sono assenti i tessuti latticiferi.
Foglie. Le foglie lungo il caule sono disposte in modo alternato e sono sessile. La lamina è intera, semplice o lobata. La consistenza può essere carnosa. Le superfici sono pubescenti. 
Infiorescenza. Le infiorescenze sono formate da capolini solitari. I capolini sono di tipo radiato e eterogami. I capolini sono formati da un involucro composto da brattee disposte in modo embricato al cui interno un ricettacolo fa da base ai fiori ligulati periferici o fiori del raggio e ai fiori tubulosi quelli centrali o del disco. L'involucro può essere cilindrico, campanulato o a forma di coppa. Le brattee sono disposte generalmente su più righe; hanno consistenza erbacea o cartilaginea (quelle più esterne sono fogliacee), ma senza margini ialini; gli stereomi non sono divisi. Il ricettacolo varia da piatto a convesso; è provvisto di pagliette (a protezione della base dei fiori).
Fiori.  I fiori sono tetra-ciclici (formati cioè da 4 verticilli: calice – corolla – androceo – gineceo) e pentameri (calice e corolla formati da 5 elementi). Si distinguono in:
- fiori del raggio (esterni): sono femminili e sono disposti su una o più serie; la forma è ligulata (zigomorfa);
- fiori del disco (centrali): sono più numerosi con forme brevemente tubulose (attinomorfe); sono ermafroditi fertili.

- Formula fiorale:

*/x K {\displaystyle \infty }, [C (5), A (5)], G 2 (infero), achenio
- Calice: i sepali del calice sono ridotti ad una coroncina di squame.

- Corolla:

- fiori del raggio: la forma della corolla alla base è più o meno tubulosa-imbutiforme, mentre all'apice è ligulata; la ligula può terminare con alcuni denti; il colore è giallo;
- fiori del disco: la forma è tubulare bruscamente divaricata in 4-5 brevi lobi; il colore è giallo.

- Androceo: l'androceo è formato da 5 stami sorretti da filamenti generalmente liberi; gli stami sono connati e formano un manicotto circondante lo stilo; le teche (produttrici del polline) sono troncate. La base delle antere è lungamente speronata e provvista di una breve coda. Il tessuto dell'endotecio è a forma radiata o polarizzata. Le cellule del collare dei filamenti sono piatte o di tipo mammelloso.

- Gineceo: il gineceo ha un ovario uniloculare infero formato da due carpelli.[5] Lo stilo è unico e con due stigmi nella parte apicale. Gli stigmi spesso sono provvisti di peli acuti che terminano sopra la biforcazione senza raggiungerla. Le superfici stigmatiche confluiscono all'apice, mentre alla base sono separate in due distinte linee (lignee stigmatiche marginali[7]). Il polline è spinuloso.

Frutti. I frutti sono degli acheni con pappo. Gli acheni in genere sono provvisti di 5 fasci vascolari; la forma è a sezione triangolare, spesso con coste sclerenchimatiche. Talvolta sono presenti dei condotti o delle cavità resinose. La superficie è glabra o ricoperta da peli ghiandolari. L'epidermide dell'achenio è provvista di grandi cristalli di ossalato di calcio, oppure di cristalli simili alla sabbia, oppure ne è priva. Il pappo ha la forma di un anello di grande scaglie lanceolate.

## Biologia
Impollinazione: l'impollinazione avviene tramite insetti (impollinazione entomogama tramite farfalle diurne e notturne).

Riproduzione: la fecondazione avviene fondamentalmente tramite l'impollinazione dei fiori (vedi sopra).

Dispersione: i semi (gli acheni) cadendo a terra sono successivamente dispersi soprattutto da insetti tipo formiche (disseminazione mirmecoria). In questo tipo di piante avviene anche un altro tipo di dispersione: zoocoria. Infatti gli uncini delle brattee dell'involucro (se presenti) si agganciano ai peli degli animali di passaggio disperdendo così anche su lunghe distanze i semi della pianta. Inoltre per merito del pappo (se presente) il vento può trasportare i semi anche a distanza di alcuni chilometri (disseminazione anemocora).

## Distribuzione e habitat
Le specie di questo genere sono distribuite in tutto il Mediterraneo e alcune aree più interne.

## Sistematica
La famiglia di appartenenza di questa voce (Asteraceae o Compositae, nomen conservandum) probabilmente originaria del Sud America, è la più numerosa del mondo vegetale, comprende oltre 23.000 specie distribuite su 1.535 generi, oppure 22.750 specie e 1.530 generi secondo altre fonti (una delle checklist più aggiornata elenca fino a 1.679 generi). La famiglia attualmente (2021) è divisa in 16 sottofamiglie; la sottofamiglia Asteroideae è una di queste e rappresenta l'evoluzione più recente di tutta la famiglia.

### Filogenesi
La tribù Inuleae (comprendente le Inulinae) è una delle 21 tribù della sottofamiglia Asteroideae). Da un punto di vista filogenetico, la tribù Inuleae, all'interno della sottofamiglia, fa parte del gruppo "Helianthodae". La sottotribù Inulinae è caratterizzata dalla particolare pubescenza dello stilo e dagli acheni con cristalli di ossalato di calcio.
I caratteri distintivi del genere sono:
- i fiori del raggio sono ben sviluppati;
- la forma degli acheni è più o meno piramidale;
- lungo i margini degli acheni sono provviste delle cavità secretorie.

Il numero cromosomico delle specie di questo genere è: 2n = 14, 16 e 18.

### Elenco delle specie
Questo genere ha 9 specie:
- Asteriscus aquaticus  (L.) Less.
- Asteriscus daltonii  Walp.
- Asteriscus graveolens  (Forssk.) Less.
- Asteriscus imbricatus  DC.
- Asteriscus intermedius  (DC.) Pit. & Proust
- Asteriscus pinifolius  Maire & Wilczek
- Asteriscus schultzii  (Bolle) Pit. & Proust
- Asteriscus sericeus  (L.f.) DC.
- Asteriscus smithii  Walp.

### Sinonimi
Sono elencati alcuni sinonimi per questa entità:
- Bubonium  Hill
- Dontospermum  Neck. ex Sch.Bip.
- Ighermia  Wiklund
- Nauplius  (Cass.) Cass.
- Odontospermum  Neck.

### Specie spontanee italiane
Elenco delle specie presenti in Italia:
- Asteriscus aquaticus  (L.) Less. - Asterisco: l'altezza massima della pianta è di 1 - 4 dm; il ciclo biologico è annuo; la forma biologica è terofita scaposa (T scap); il tipo corologico è Steno-Mediterraneo; l'habitat tipico sono i fanghi, i suoli umidi e gli incolti; in Italia è una specie rara e si trova al Centro e al Sud fino ad una quota di 800 m s.l.m.